# ГЕС Міддл-Форк
ГЕС Міддл-Форк — гідроелектростанція у штаті Каліфорнія (Сполучені Штати Америки). Знаходячись між ГЕС Френч-Медоу (15 МВт) та ГЕС Ралстон, входить до складу дериваційного гідровузла у сточищі Міддл-Форк-Амерікан-Рівер, лівої притоки Норт-Форк-Амерікан-Рівер, котра в свою чергу є правою твірною Амерікан-Рівер (дренує західний схил гір Сьєрра-Невада та є лівою притокою річки Сакраменто, котра завершується у затоці Сан-Франциско).
Ресурс зі створеного у верхів'ї Міддл-Форк-Амерікан-Рівер водосховища Френч-Медоу транспортується до машинного залу однойменної станції, розташованого на річці Рубікон (ліва притока Міддл-Форк-Амерікан-Рівер). Відпрацьована ГЕС Френч-Медоу вода потрапляє до водосховища Hell Hole, яке утримує кам’яно-накидна/земляна гребя висотою 125 метрів, довжиною 472 метри та товщиною по гребеню 11 метрів. В процесі її спорудження у грудні 1964 року п'ятиденні зливи призвели до незапланованого заповнення водосховища та наступного прориву недобудованої греблі. Як наслідок, 37 млн м3 води та 535 тис м3 скельних порід рушили по долині та лише за сотню кілометрів нижче були поглинуті великим водосховищем Фолсом. На щастя, подія обійшласт без людських жертв.
Аварія не перервала реалізацію проекту, та за пару років греблю довели до проектних показників. В результаті утворився резервуар з площею поверхні 5,1 км2 та об’ємом 256 млн м3. При цьому можливо відзначити, що до Hell Hole потрапляє не весь сток з верхів'я Рубікону, оскільки вище по течії з цієї річки вже здійснюється деривація для потреб гідровузла, створеного переважно у сточищі Соуз-Форк-Амерікан-Рівер, лівої твірної Амерікан-Рівер (ГЕС Лун-Лейк та інші).
Від Hell Hole здійснюється зворотня деривація в долину Міддл-Форк-Амерікан-Рівер, для чого прокладено тунель довжиною 17,4 км. На своєму шляху він отримує додатковий ресурс із Соуз-Форк-Лонг-Каньйон та Норт-Форк-Лонг-Каньйон (лівого та правого витоків річки Лонг-Каньйон, правої притоки Рубікону). Висота водозаборів на них підібрана таким чином, що дозволяє за необхідності подавати ресурс у реверсному режимі до водосховища Hell Hole.
На завершальному етапі після вирівнювальної камери висотою 183 метри тунель переходить у напірний водовід довжиною біля 1 км, котрий подає воду до розташованого на лівому березі Міддл-Форк-Амерікан-Рівер машинного залу. Останній обладнаний двома турбінами типу Пелтон загальною потужністю 116 МВт, які у 2017 році забезпечили виробництво 867 млн кВт-год електроенергії.